# Yaacov Shavit
Yaacov Shavit (nascido em 24 de outubro de 1944) é professor emérito do Departamento de História Judaica da Universidade de Tel Aviv. Ele estuda a história de Israel e a história intelectual e cultural judaica moderna. Shavit também escreveu sobre o Afrocentrismo na comunidade afro-americana.

## Principais obras
- 1987, The New Hebrew Nation: A Study in Israeli Heresy and Fantasy, Routledge, ISBN 978-0714633022.
- 1988, Jabotinsky and Revisionist Movement, 1925-1948, Routledge, ISBN 978-0-7146-3325-1.
- 1997, em parceria com Chaya Naor, Niki Werner, Athens in Jerusalem: Classical Antiquity and Hellenism in the Making of the Modern Secular Jew, Oxford (Paperback edition, 1999, Taylor & Francis, ISBN 978-1874774365).
- 2001, History in Black: African Americans in Search of an Ancient Past, London, Routledge, ISBN 978-0714682167.
- 2006, em parceria com Jehuda Reinharz, Glorious, Accursed Europe: An Essay on the Jews, Europe and Western Culture, ISBN 978-1584658436.
- 2007, em parceria com Chaya Naor e Mordechai Eran, The Hebrew Bible Reborn: From Holy Scripture to the Book of Books, Berlin, Walter de Gruyter, ISBN 978-3110191417.

## Ligação externa
- Matéria escrita por Yaacov no Haaretz: From One God to Sun God, Yaacov Shavit